# Competències digitals
Les competències digitals són un conjunt de coneixements, capacitats, destreses i habilitats, en conjunció amb valors i actituds per a la utilització estratègica de la informació, per tal d'obtenir uns objectius de coneixement tàcit, explícit en contexts i amb eines pròpies de les tecnologies digitals.
Aquestes competències s'evidencien en el domini estratègic de cinc grans capacitats associades respectivament a les diferents dimensions de la competència digital: Accés ; Adopció, Adaptació: Apropiació; Innovació.

## Necessitat d'un millor i ampliat desenvolupament de les competències digitals en tots els sectors de la població
Un nou escenari sense cap dubte que perfila nous entorns de treball i d'aprenentatge. L'aprenentatge permanent es conforma com a factor clau perquè la ciutadania s'allunyi de l'exclusió social, encaminant-se cap a una participació activa en la societat en les millors condicions possibles. L'aprenentatge al llarg de la vida està ja present en qualsevol professió o activitat, i uns dels aspectes que ha permet revolucionar el concepte d'aprenentatge és Internet, i les possibilitats que proporciona per a la formació individual i col·lectiva.
En els darrers anys la concepció d'internet s'ha revolucionat i perfeccionat gràcies al que es coneix com la Web 2.0. Les persones que la utilitzen ja no son mers espectadors o consumidor de la informació que ens apropa a la xarxa, sinó que, de manera senzilla, també es poden convertir en protagonistes del procés, donant un pas més per a ser subjectes actius, creant coneixement, publicant opinions, escrits i qualsevol tipus d'arxiu multimèdia, i compartint inquietuds, cerques i projectes amb els seus semblants.
Sorgeix així la necessitat d'una millor alfabetització digital, perquè d'aquesta manera les persones assoleixin les habilitats i competències digitals, que els permetin ser considerats com a subjectes digitalment alfabetitzats; aquesta alfabetització brinda la possibilitat que les persones accedeixin a altres fonts d'informació en un espai lliure i actualitzat, que els brindi més eines per afrontar els reptes propis de la societat del coneixement.
L'alfabetització tradicional es pot definir com l'activitat educativa que es dirigeix a ensenyar a llegir i a escriure a una persona. A més, perquè aquesta habilitat sigui útil per a les persones, també hauran de ser capaces d'utilitzar coneixement i habilitat per a desenvolupar-se correctament en diferents situacions socials; no es tracta només d'una alfabetització primària, sinó que requereix d'una alfabetització activa i operativa durant tota la vida.
La Societat en la que vivim s'ha complicat i s'ha tornat molt complexa, i les competències i habilitat que s'han de posar en funcionament per poder desenvolupar-se dins d'aquesta, també s'ha complicat, o com a mínim han augmentat i s'han sofisticat.
No és només estar ben informats, ser capaços de llegir, emmagatzemar la informació en algun dispositiu digital, i amb posterioritat poder recuperar-la o poder transmetre-la oralment, per escrit, o per un canal digital. La quantitat de dades a la qual és possible accedir és immensa i arriba des de múltiples mitjans, per tant actualment hem de ser capaços d'assolir uns nivells de competència necessaris per ser a les diferents tasques.
Així ho afirmen diversos autors (Barroso, Llorente) que ens diuen que a la necessitat d'alfabetització tradicional basada en la lectura i escriptura se suma la necessitat de desenvolupar-se i ser capaç de desenvolupar activitats que implicant l'ús de les tecnologies de la informació i comunicació, a més de nous llenguatges, especialment informàtics, permetin resoldre reptes i problemes personals i socials.
Una alta definició de competències clau per adaptar-se a un nou mode flexible i a un món en canvi costant ha estat publicada pel Parlament Europeu i el Consell de la Unió Europea al desembre de 2006. En aquest es defineixen les competències com una combinació de coneixements, capacitats, i aptituds adesades al contexts, i les competències clau són aquelles que tot el món precisa per a la seva autorealització i desenvolupament personal, així com per a l'exercici de la ciutadania activa, la inclusió social i l'accés al treball.
La competència digital és una de les competències clau que recull el citat document. El subjecte, per tant, ha de ser capaç d'utilitzar ordinadors per obtenir, avaluar, emmagatzemar, produir, presentar i intercanviar informació, així com comunicar-se i participar en xarxes de col·laboració mitjançant Internet. Es tracta doncs, de que les persones estigui alfabetitzades digitalment de la millor manera possible.
Segons Julio Cabrero Almenara això requereix:
- Que es tingui un domini pràctic de l'ordinador (hardware) i del programari més comú, com per exemple algun processador de textos i algun sistema de correu electrònic.
- Que es posseeixi un conjunt de coneixements i habilitats específics que permetin buscar, seleccionar, analitzar, comprendre i gestionar, la enorme quantitat d'informació a la que s'accedeix mitjançant les noves tecnologies.
- Que es desenvolupin valors i actituds cap a la tecnologia que no siguin contraris a la mateixa (tecnòfobs), i tampoc acrítics i submisos.
- Que s'utilitzin les tecnologies en la vida quotidiana com possibilitats d'expressió i comunicació amb altres persones, a més de com a recursos d'oci i consum.

Els estudiants d'avui creixen en una societat que és molt diferent a la dels seus pares i avis. Per a tenir èxit en l'actual “societat de la creativitat i la innovació”, s'ha d'aprendre a pensar de manera creativa, plantejar sistemàticament, analitzar críticament, treballar col·laborativament, comunicar-se clarament, dissenyar interactivament i aprendre contínuament. Desafortunadament, la majoria dels usos de les TIC en educació formal i no formal, no donen suport al desenvolupament de les habilitat d'aprenentatge per al s.XXI, ja que en molts caos, les TIC simplement estan reforçant les maneres tradicionals d'ensenyar i aprendre.
Existeix una nova generació de tecnologies dissenyades per ajudar els estudiants a que es preparin per aquesta nova organització social. Però això està només en una fase inicial. Necessitarem repensar contínuament noves propostes d'educació, tornar a pensar els usos educatius que donem a les TIC a l'educació. De la mateixa manera els estudiants, els professor i els directors de l'educació necessiten comprometre’s en l'espiral de pensament creatiu, per a estar preparats per aquesta nova societat. I els mestres, avaluadors i dissenyadors hauran de fer el mateix. Cal imaginar i generar noves estratègies i tecnologies educatives, compartir-les amb els demes, i de forma interactiva i continuada redefinir-les i expandir-les.

## Tecnologies de la Informació i Comunicació (TIC) a l'educació digital
Les noves Tecnologies de la informació i comunicació (TIC) son aquelles eines computacionals i informàtiques que processen, emmagatzemen, desenvolupen i comparteixen tot tipus d'informació multimèdia, i és aquí on sorgeixen les competències digitals o e-skills de les quals es defineixen: “disposar d'habilitat de buscar, obtenir, processar i comunicar informació, i així transformar-la en coneixement. Apropiar-se de les TIC implica ser una persona autònoma, eficaç, crítica, reflexiva, al seleccionar, modificar la informació així com les fonts, utilitzant les diferents eines tecnològiques que això ens o demanen i faciliten.

## Eines digitals
Les eines i coneixements més idonis per a desenvolupar les competències digitals són:
- Ús de l'ordinador personal i del seu sistema operatiu.
- Recerca, recopilació, reelaboració i reconstrucció en diversos formats.
- Ús de programes com processadors de text, fulls de càlcul, presentacions digitals, etc.
- Difusió de treballs en diversos formats digitals com : text, àudio, vídeo, etc.
- Comunicació regular i efectiva per mitjà de correu electrònic, xat, fòrums, grups google i similars.
- Ús de sistemes que permeten compartir i col·laborar: wiki, Blog, Podcast, etc.

## Àrees de competència digital
Segons l'INTEF (Institut Nacional de Tecnologies Educatives i de Formació de Professorat) les àrees de competència digital poden resumir-se en cinc apartats:
- Informació: identificar, localitzar, recuperar, emmagatzema, organitzar, analitzar la informació digital, avaluant la seva finalitat i rellevància.
- Comunicació: comunicar en entorns digitals, compartir recursos mitjançant eines en línia, connectar i elaborar amb altres mitjançant l'ús d'eines digitals, interactuar i participar en comunitats i xarxes; consciencia intercultural.
- Creació de continguts: crear i editar contingut nous (text, imatges, vídeo..) integrar i reelaborar coneixement i continguts previs, realitzar produccions artístiques, continguts multimèdia i programació informàtica, saber aplicar els drets de propietat intel·lectual i les llicencies d'utilització.
- Seguretat: protecció personal, protecció de dades, d'identitat digital, us de seguretat i un us
- Resolució de problemes: identificar necessitats i recursos digitals, presa de decisions per escollir l'eina digital més apropiada segons la finalitat o necessitat, resolució de problemes conceptuals per mitjans digitals, resoldre problemes tècnics, ús creatiu de la tecnologia, actualitzar la competència pròpia i dels altres.

## Desenvolupament de les competències digitals
Jordi Adell Segura esmenta la integració de les TIC a l'aula per al desenvolupament de les competències digitals en cinc punts principals:
1. Accés: Aprendre a utilitzar correctament la tecnologia.
2. Adopció: Recolzar una forma tradicional d'ensenyar i aprendre.
3. Adaptació: Integrar el digital amb formes tradicionals d'interacció a l'aula.
4. Apropiació: Ús col·laboratiu en projectes i situacions necessàries.
5. Innovació: Descobriment de noves aplicacions de la tecnologia, combinant diferents modalitats.

| «                                                                                             | "Una educació on només prevalgui la memòria i el domini de determinades habilitats, té cada vegada menys sentit en aquest món complex i canviant. Hem de desenvolupar en els nostres alumnes habilitats i competències basades en la complexitat. El coneixement mal estructurat, polièdric i en interacció, l'ensenyament basat en problemes, l'ús d'estratègies de narrativitat, conviden a l'alumne a investigar, dialogar, reconstruir la informació, i generar el seu propi aprenentatge, rellevant i significatiu. Són algunes de les estratègies des de les quals s'ha d'iniciar la innovació educativa per fer front a la societat de segle XXI." | » |
| — Referencia: "La Necesidad de Trabajar con Procesos de Conocimiento y Comprensión Complejos" | |   |

El EDC-TIC de la UNESCO, detalla una sèrie de competències digitals (estàndards) pròpiament dirigides a professors i futurs professors, els quals, dins d'una societat digitalitzada, tenen una grandiosa responsabilitat de ser guies i partícips actius en el procés d'ensenyament-aprenentatges dels estadants, al voltant de les TIC.
Al document, s'emmarquen les competències i recursos necessaris perquè els docents pugin, de manera eficaç i fiable, impartir les assignatures pertinents integrant les TIC. Un exemple molt concís sobre aquest punt són els anomenats Recursos Educatius en Obert (REO), que ens permeten experimentar un millor concepte sobre les noves modalitats educatives utilitzant les TIC.
Encara que aquest conjunt d'estàndards de competències docents està principalment pensat per a professors de primària i secundària, ofereix un marc de referencia per tots aquells interessats en l'educació. Aquest projecte de la UNESCO posa èmfasi sobre tres enfocaments indispensables per a una educació integral i de qualitat: Nocions bàsiques de TIC, profundització del coneixement i la generació de coneixement. Aprofundint en això, es fa menció de les repercussions que aquestes tenen en el mateix sistema educatiu i els altres 5 components educatius: pedagogia, practica, formació professional de docents, pla d'estudis i avaluació, organització i administració de la institució educativa i utilització de les TIC.
De manera general, per a aprofitament òptim de les TIC, anant més enllà del reforç a l'educació tradicional, fa falta no només la capacitat intel·lectual i comprensió del estudiants i docents, sinó que s'ha de tenir en compte els coneixements d'altres ares especialitzades en l'educació, com és la pedagogia i així mateix, tenir molt en consideració l'aspecte curricular, institucional (infraestructura tecnològica i suport administratiu) i per acabar, les metodologies d'avaluació i verificació de la formació i generació del coneixement per part dels estudiants.

## Tipus de competències digitals
El teòric Jordi Adell les classifica en cinc tipus:
1. Tecnològica o informàtica en l'ús de les eines
2. Alfabetitzacions múltiples
3. Cognitiva genèrica
4. Ciutadania digital
5. Informacional